# Distintivo de Paraquedista
O Distintivo de Paraquedista (em alemão: Fallschirmschützenabzeichen) foi um distintivo da Luftwaffe durante a Alemanha Nazi. Foi criado por Hermann Göring no dia 5 de novembro de 1936. Era atribuído a militares paraquedistas depois de receberem o seu treino e formação em paraquedismo militar. Foi atribuída pela primeira vez no dia 5 de dezembro de 1936.